# Daniel Stawert

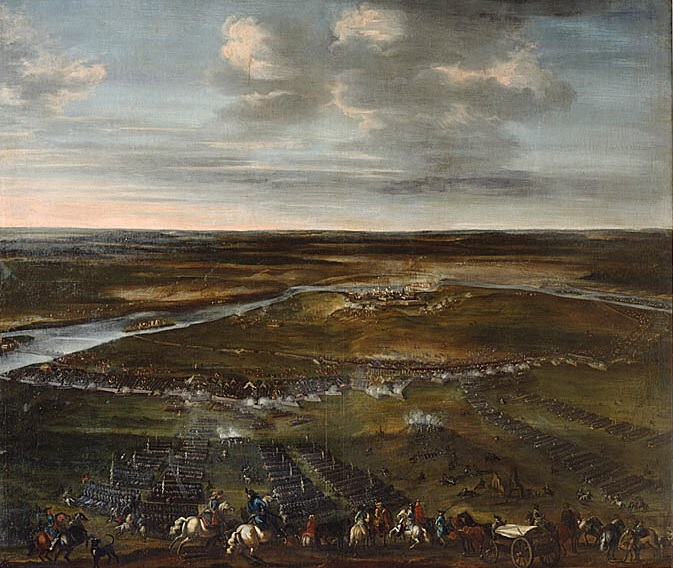
De svenska kolonnerna marscherar mot den ryska befästningsvallen. Målning av Daniel Stawert.

Daniel Andersson Stawert, död troligen före 1713, var en svensk kapten, målarmästare och bataljmålare.
Stawerts härkomst, utbildning och tidigare verksamhet är höljt i dunkel och det finns få bevarade dokument från hans levnad men man antar att han var elev till Johann Philip Lemke. I en inlaga till kunglig majestät anhåller han 1700 om befrielse till kontributionen och att Salig Fader Höfloflig gett honom tjänst och med mening ge honom stipendier för utlandsstudier men att Eric Dahlbergh ansåg att han lika gärna kunde öva sig på våra egna bataljer och krigsauktioner. Han förordnades 1688 att utföra arbeten vid fortifikationskontoret och en källa hävdar att han då var sysselsatt med att måla av Hans Maj:ts bataljer efter af löjtnant Lithén i tusch utförda teckningar. Han fick samma år uppdraget att kopiera vissa av målningarna på Drottningholms slott och några av dessa målningar var avsedda att hängas upp i den så kallade Nya arsenalen (det till kronan indragna palatset Makalös). En senare svit om 16 kopior som han målade utgjorde förlagor för en serie bataljgobelänger som skulle vävas i Frankrike för Kungliga slottet. Vid sidan av sitt kopieringsarbete utförde Stawert även hantverksmässigt måleri bland annat målade och förgyllde han gallerverk och portat till slottsträdgården på Drottningholm 1696 och solurstavlorna 1699 samt klockstapeln 1704. Stawert är representerad vid Drottningholms slott och Armémuseum.